# Argyrophis koshunensis
Argyrophis koshunensis — вид змій родини сліпунів (Typhlopidae). Ендемік Тайваню.

## Поширення і екологія
Argyrophis koshunensis мешкають на півдні острова Тайвань. Живляться комахами, їх яйцями і личинками та іншими безхребетними.